# Hans Peter Ipsen
Hans Peter Ipsen (* 11. Dezember 1907 in Hamburg; † 2. Februar 1998 in Mölln) war ein deutscher Rechtswissenschaftler.

## Leben
Ipsen studierte Rechtswissenschaften und schloss das Studium mit der ersten juristischen Staatsprüfung ab. 1932 wurde er an der Universität Hamburg mit der Dissertation Widerruf gültiger Verwaltungsakte zum Dr. iur. promoviert und legte seine zweite juristische Staatsprüfung ab. 1934 trat er als Assessor in den Hamburger Staatsdienst ein.
Im Zuge der Machtübergabe an die Nationalsozialisten wurde Ipsen 1933 Mitglied der SA und war für diese NS-Organisation im Rang eines Scharführers als Sturmrechtsberater und Referent für Weltanschauliche Schulung tätig. Am 9. Juni 1937 beantragte er die Aufnahme in die NSDAP und wurde rückwirkend zum 1. Mai desselben Jahres aufgenommen (Mitgliedsnummer 4.975.233). Ipsen betätigte sich als Kreisfachredner, Zellenwart im NS-Rechtswahrerbund und wurde als Redner sowie Lektor für das Reichsrechtsamt tätig. 1937 habilitierte er sich an der Hamburger Universität bei Rudolf Laun mit einer Arbeit über Politik und Justiz. Das Problem der justizlosen Hoheitsakte. Das Buch stieß nicht nur unter Juristen, sondern auch in der Führung der NSDAP (im Stab des Stellvertreters des Führers) auf großes Interesse.
In der Hamburger Staatsverwaltung war Ipsen an der Vorbereitung des Groß-Hamburg-Gesetzes von 1937 beteiligt und wurde im selben Jahr zum Staatsrat ernannt. Am 1. Dezember 1939 wurde Ipsen zum Professor für öffentliches Recht, europäisches Gemeinschaftsrecht, Kirchenrecht, Staatsrecht und Verwaltungsrecht an der Universität Hamburg berufen. Während des Zweiten Weltkrieges war Ipsen im Rahmen der deutschen Besatzungspolitik als Kommissar für die Kolonialuniversität Antwerpen und die Freie Universität Brüssel tätig. Im Januar 1943 wurde er zum Oberlandesgerichtsrat am Hanseatischen Oberlandesgericht ernannt. 1943/44 war er außerdem als Sachbearbeiter im Reichsministerium der Justiz tätig. Im Reichsjustizministerium leitete er ein Referat in der Abteilung VI (Bürgerliches Recht).
Nach dem Zweiten Weltkrieg galt Ipsen nicht nur innerhalb der Gruppe der „Europarechtler der ersten Stunde“ als Doyen des Europarechts. Seine im Anschluss an die amerikanische Theorie des Funktionalismus entwickelte Deutung der EWG als „Zweckverband funktioneller Integration“ ist legendär. Ipsen verstand alsbald die Gemeinschaft „als eine vornehmlich wirtschaftliche Organisation, die mit ihren begrenzten Befugnissen transnational gewordene Aufgaben verwirklicht“.
Im Jahr 1950 entwickelte Ipsen die Rechtsfigur der Indienstnahme Privater für öffentliche Aufgaben, die alsbald vom Bundesverfassungsgericht rezipiert wurde, insbesondere im Beschluss vom 16. März 1971 über die Verfassungsbeschwerden gegen die Bevorratungspflicht für Erdölerzeugnisse.
Ipsen wurde 1973 emeritiert.

## Ehrungen
- Ehrenvorsitzender der Vereinigung der deutschen Staatsrechtslehrer[2]

## Veröffentlichungen
- Widerruf gültiger Verwaltungsakte. 1932 (Dissertation).
- Politik und Justiz. 1937.
- Von Groß-Hamburg zur Hansestadt Hamburg. 1938.
- Festschrift für Leo Raape. (Hrsg.) 1948.
- Hamburgisches Staats- und Verwaltungsrecht – Einführung und Quellen für den akademischen Gebrauch. 3. Aufl., Hamburg, Appel, 1964.
- Enteignung und Sozialisierung. von Hans Peter Ipsen; Helmut K. J. Ridder, 1952.
- Rechtsgutachten zur Regelung der Schäden aus der Liquidation deutschen Vermögens in Schweden – erstattet im Auftrage der Studiengesellschaft für privatrechtliche Auslandsinteressen e. V., Bremen von Hans Würdinger und Hans Peter Ipsen. [Maschinenschriftl.Vervielfältigung]. Hamburg 1955.
- Hamburgs Verfassung und Verwaltung – von Weimar bis Bonn. Hamburg, Appel, 1956.
- Hamburger Festschrift für Friedrich Schack. (Hrsg.) 1966.
- Europäisches Gemeinschaftsrecht. Tübingen, Mohr, 1972.
- Hefermehl/Ipsen/Schluep/Sieben: Nationaler Markenschutz und freier Warenverkehr in der europäischen Gemeinschaft. 1979.
- Öffentliches Wirtschaftsrecht. 1985.
- Über das Grundgesetz. Rede, gehalten anlässlich des Beginns des neuen Amtsjahres des Rektors der Universität Hamburg am 17. November 1949 von Hans Peter Ipsen, Hamburg, Selbstverl. der Univ., 1950.
- Staatsrechtslehrer unter dem Grundgesetz – Tagungen ihrer Vereinigung, 1949–1992. 1993.